# 權性東
權性東（韓語：권성동；1960年4月29日—）是來自大韓民國的政治家，曾任檢察官。

## 履歷
- 1985年通過第27屆司法考試（司法研修院第17期結業）
- 1993年 春川地方檢察廳江陵分局檢察官
- 1996年8月~1998年2月 法務部人權部檢察官
- 2000年 光州地方檢察廳長興分局局長
- 2004 大檢察廳刑事情報科副科長
- 2005年4月~2006年1月 仁川地方檢察室特別調查部首席檢察官
- 2006 Seojeong 律師事務所成員
- 2006 江陵市指導委員會委員
- 2008年 廉政委員會委員
- 2008年7月~2009年8月 李明博 總統室 民政首席秘书官、法務秘書
- 2009年10月28日：2009年下半年補選當選（江原道江陵市，大國家黨，第一任期）
- 2009年10月~2012年2月 第18國會議員（江原道江陵市，大國家黨→新世界党，第一任期）
  - 2009年11月~2012年5月 第18屆國會上半年及下半年知識經濟委員會委員
  - 2010年7月~2012年5月 第18屆國會下半年預算結算特別委員會委員
  - 2010年7月~2012年5月 韓國第18屆國會預算結算特別委員會委員第十八屆國會下半年國會預算及資金管理計畫協調小組委員會委員
  - 2010年7月~2012年5月 第十八屆國會下半年國際體育賽事舉辦及招商支援特別委員會委員
  - 2011年5月~2012年5月 第十八屆國會下半年國會指導委員會委員

- 2009年~2012年 江原道黨江陵市黨員委員會委員長

- 2010年4月 第十四屆韓國滑水及滑水板協會會長
- 2010年6月 大國家黨副院內代表
  - 2011年5月~2012年5月，第18屆國會下半年，國會指導委員會委員
- 2009年~2012年 大國家黨 江原道黨 江陵市 黨員委員會主席
- 2010年4月，第14屆韓國滑水橇及尾波板協會會長
- 2010年6月 大國家黨 院內代表
- 2011年 大國家黨 江原道黨主席
- 2012年~2016年 新世界黨 江原道黨 江陵市 黨員委員會主席
- 2012年4月11日：大韓民國第19届國會選舉 當選（江原道江陵市，新世界黨，連任）
- 2012年5月~2016年5月，第19屆國會議員（江原道江陵市，新世界黨，連任）
  - 2012年7月~2014年5月，第19屆國會議員
  - 2013年4月~2013年9月，第十九屆國會上半年度改革特別委員會委員
  - 2014年6月~2016年5月，第十九屆國會下半年度環境勞動委員會書記官
  - 2014年5月~2016年5月，第十九屆國會下半年度資訊委員會委員
- 2012年5月~2013年5月，新世界黨政策委員會副委員長
- 2013年6月~2014年5月，新世界黨第一政策協調委員會委員長
- 2015年7月起，新世界黨戰略規劃本部長
- 2016年4月13日：在大韓民國第20届國會選舉（江原道）中當選江陵市，新世界黨，連任3屆）
- 2016年5月~2020年5月，第20屆國會議員（江原道江陵市，新世界黨→無黨派→正党→無黨派→自由韩国黨→未來统合黨→無黨派，連任3屆）
  - 2016年6月13日~2018年5月31日：第20屆國會前半期法制司法委員會委員長
  - 2016年12月~2017年3月：總統彈劾委員會委員長（朴槿惠）
  - 2018年7月~2020年5月：第20屆國會後半計畫財政委員會委員
  - 2018年7月~2019年5月：第20屆國會後半預算清算特別委員會委員
- 2016年6月2日~2016年6月23日 新世界黨秘書長
- 2016年6月2日~2016年6月23日 新世界黨革新緊急應變委員會委員
- 2016年12月~2017年5月：正党綱領政策及黨章黨規組長
- 2017年6月~2018年2月：自由韓國黨江原道黨江陵市（2000年選舉）江原道黨（第2000選區）黨員會議主席
- 2018年2月 - 2018年5月：自由韓國黨（第7屆全國同時地方選舉）綜合企劃組聯合參謀長
- 2018年5月 - 2018年6月：自由韓國黨（第7屆全國同時地方選舉）中央選舉戰略委員會委員長
- 2018年5月 - 2018年6月：自由韓國黨（第7屆全國同時地方選舉）江原道黨選舉戰略委員會聯合參謀長
- 2018年12月 - 2020年2月：自由韓國黨（第2000選區）江原道黨黨員會議主席
- 2019年9月：自由韓國黨，江原道黨代表
- 2020年4月15日：在大韓民國第21届國會選舉中當選（江原道江陵市，無黨派，第四屆）
- 2020年5月至2024年5月：第21屆國會議員（江原道江陵市，無黨派→國民力量黨，第四屆）
  - 2020年7月至2021年6月：第21屆國會前半期農食海洋水產委員會委員
  - 2021年6月：第21屆國會上半年度環境與勞動委員會委員
  - 2021年6月至2022年4月：第21屆國會上半年度法制司法委員會委員
  - 2021年7月：第21屆國會上半年度預算與清算特別委員會委員
  - 2022年4月至2022年5月：第21屆國會上半年度計畫與財政委員會委員
  - 2022年4月至2022年5月：第21屆國會上半年度國會指導委員會委員
  - 2022年4月至2022年5月：第21屆國會上半年度資訊委員會委員
  - 2022年5月至2022年5月：第21屆國會上半年度外交與統一委員會委員
  - 7月2022年~2022年9月：第21屆國會議員、國會下半年指導委員會委員
  - 2022年7月~2023年5月：第21屆國會下半年科學技術資訊廣播通訊委員會委員
  - 2022年7月~2022年12月：第21屆國會下半年資訊委員會委員
    - 2022年12月~2024年5月：第21屆國會韓國-東協議會外交論壇聯合主席

  - 2023年5月~2024年5月：行政院議員第21屆國會下半年安全委員會委員長
    - 第21屆國會下半年行政安全委員會請願審查分科委員長

  - 2023年9月~2023年10月：第21屆國會大法院长（李均龙）任命聽證會特別委員會委員長
- 2020年7月~2024年5月：韓國未來創新論壇委員
- 2020年7月~2024年5月：出行論壇聯合代表委員
- 2020年10月：國民力量黨政策委員會、政府政策監督特別委員會委員
- 2020年10月：國民力量黨Lime Optimus權力腐敗特別委員會委員長
- 2021年1月~：國民力量黨江原特別自治道黨江陵市（2000選區）黨員委員會委員長
- 2021年2月：國民力量黨核電廠北漢山核電廠實況調查特別委員會委員長
- 2021年3月~2021年4月：2021年大韓民國補選 國民力量黨 中央選舉對策委員會首爾東行聯合副委員長
- 2021年3月：國民力量黨 房地產投機調查特別委員會委員長
- 2021年9月~2021年11月：第20屆總統選舉 國民力量黨 尹錫悅 總統初選候選人國民陣線綜合支援本部綜合支援本部長兼海外國民支援本部長
- 2021年11月：第20屆總統選舉 國民力量黨 尹錫悦 總統候選人選舉對策委員會總統候選人幕僚長
- 2021年11月~2022年1月：國民力量 尹錫悅秘書長
- 2021年11月至2022年1月：國民力量黨組織強化特別委員會委員長
- 2021年11月至2022年1月：國民力量黨選舉活動委員會綜合支援本部長 尹錫悦（第20屆大韓民國總統選舉候選人）
- 2021年12月~2022年3月：第20屆大韓民國總統選舉 國民力量黨 救國選舉戰略委員會江原道選舉戰略委員會委員長
- 2022年3月~2023年3月：國民力量黨 人才引進委員會委員長
- 2022年4月~2022年9月：國民力量黨 院內代表
- 2022年5月~2022年6月：第八屆地方同時選舉 國民力量黨 市民賦權選舉戰略委員會聯合委員長
- 2022年7月~2022年8月：國民力量黨 代理黨魁
- 2022年7月~2022年8月：汝矣島研究所 代理會長
- 8月2022年~2022年9月：国民力量黨 緊急應變委員會委員（當然委員）
- 2022年8月~2022年9月：国民力量黨 代理黨魁
- 2022年8月~2022年9月：汝矣島研究所 代理議長
- 2024年3月~2024年4月：大韩民国第22屆國會選舉 国民力量黨 中央選舉對策委員會江原道選舉委員會委員長
- 2024年3月~2024年4月：大韩民国第22屆國會選舉 国民力量黨 江原道特別自治道黨選舉活動委員會總選舉委員會委員長
- 4月2024年10月：大韓民國第22屆國會議員選舉 當選（江原道江陵市，國民力量黨，第5屆）
- 2024年5月~：第22屆國會議員（江原道江陵市，國民力量黨，第5屆）
  - 2024年6月~2025年6月：第22屆國會上半年度公共行政安全委員會委員
  - 2024年6月~2025年5月：第22屆國會上半年度政務委員會委員
    - 第22屆國會上半年度政務委員會法案審查第一分科委員
    - 第22屆國會上半年度政務委員會請願審查分科委員長

  - 行動論壇代表委員
  - K體育文化論壇委員
  - 2040順風論壇委員
  - 2024年12月~2025年7月：第22屆國會上半年度國會指導委員會委員
  - 2024年12月~2025年6月：第22屆國會情報委員會委員（上半年）
  - 2025年5月~：第22屆國會健康健康委員會委員（上半年）
- 2024年6月~2024年7月：國民力量黨政策委員會人工智慧及半導體緊急民生特別委員會委員
- 2024年12月~2025年6月：國民力量黨院內代表
- 2024年12月：國民力量黨代理黨魁
- 2024年12月l：汝矣島研究所所長
- 2024年12月~2025年6月：國民力量黨緊急民生委員會（當然委員）
- 2025年5月~2025年6月：第21屆大韓民國總統選舉 國民力量黨 金文洙 總統候選人選舉戰略委員會聯合主席
- 2025年5月：汝矣島研究所 主席
- 2025年5月：國民力量黨 非常对策委员长权限代行